# Northampton (condado de Fulton, Nueva York)
Northampton es un municipio del condado de Fulton, estado de Nueva York, Estados Unidos. Tiene una población estimada, a mediados de 2023, de 2481 habitantes.

## Geografía
Está ubicado en las coordenadas 43°09′27″N 74°10′17″O / 43.15750, -74.17139 (43.157631, -74.171313).

## Demografía
Según la estimación 2018-2022 de la Oficina del Censo, los ingresos medios de los hogares son de $56,339 y los ingresos medios de las familias son de $72,670. Alrededor del 14.0% de la población está por debajo de la línea de pobreza.